# Silvio Spann

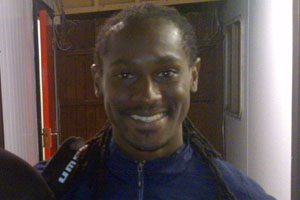
Silvio Spann 2009

Silvio Reinaldo Spann (* 21. August 1981 in Couva) ist ein Fußballspieler aus Trinidad und Tobago.

## Karriere

### Verein
Spann wechselte 2001 als erster Spieler seines Landes nach Italien und unterschrieb beim AC Perugia. Nach einem halben Jahr wurde er an SS Sambenedettese Calcio ausgeliehen, um beim in der Serie C spielenden Klub Spielpraxis zu sammeln. Da er im Sommer 2002 keine Arbeitserlaubnis für England erhielt, platzte ein Wechsel in die Premier League, wo mehrere Klubs Interesse gezeigt hatten. Deshalb kehrte er in seine Heimat zurück und spielte für W Connection. Am Ende der Saison 2003/04 hatte Spann einen kurzen Aufenthalt bei Dinamo Zagreb. Er hatte dort einen Vierjahresvertrag unterschrieben, ohne dass der Verein wusste, dass er einen Vertrag bei W Connection hatte. Als diese eine Ablösesumme forderten, zog Dinamo sein Angebot zurück. Nachdem Spann in der Landesmeisterschaft zum „Most Valuable Player“ gewählt worden war, erhielt er ein Angebot von Yokohama FC. Im Januar 2005 unterschrieb er einen Dreijahresvertrag. Jedoch entschloss er sich, seinen Vertrag nach nur einer Saison im Dezember des Jahres zu beenden. Nachdem ein Wechsel im Frühjahr 2006 zu Sheffield Wednesday wegen einer Knieverletzung nicht zustande gekommen war, war Spann längere Zeit ohne Klub. Von November 2006 bis August 2007 kehrte er zu W Connection zurück, spielte dann acht Monate beim Wrexham AFC und seitdem wieder bei W Connection.

### Nationalmannschaft
Spann spielte in verschiedenen Jugendauswahlen für Trinidad und Tobago. Er war Mannschaftskapitän der U20-Auswahl, wurde jedoch kurz vor der CONCACAF U20-Meisterschaft aus dem Kader gestrichen, um robusteren, zweikampfstärkeren Spielern Platz zu machen. Im Juli 2002 debütierte er für Trinidad und Tobago in der Nationalmannschaft. Leo Beenhakker nominierte ihn für die Weltmeisterschaft 2006, wegen einer Oberschenkelverletzung, die er sich in der Vorbereitung zugezogen hatte, konnte er jedoch nicht am Turnier teilnehmen und wurde durch Evans Wise ersetzt.

## Sonstiges
Er ist Sohn von Leroy Spann, selbst ehemaliger Nationalspieler für Trinidad und Tobago. Dieser war zeitweilig sein Trainer bei W Connection.